# Раенко, Валерий Фёдорович
Валерий Фёдорович Раенко (15 сентября 1955, х. Чуево, Ростовская область — 5 мая 2021) — российский политический и государственный деятель, председатель Законодательного собрания Камчатского края (2011—2021).

## Биография
Валерий Раенко родился в хуторе Чуево Красносулинского района Ростовской области 15 сентября 1955 года.
Имел два высших образования, окончил Ростовский государственный медицинский институт в 1978 году, получил квалификацию «Врач-гигиенист, эпидемиолог» и, завершив обучение в 2007 году в Дальневосточной академии государственной службы, получил квалификацию «менеджер».
Трудовую деятельность начал по окончании высшего учебного заведения в Щербиновской районной санэпидстанции. С 1984 по 1987 год работал в должности главного врача Карагинской районной санэпидстанции Камчатской области.
С 1987 по 1997 год трудился в должности главного врача Мильковской районной санэпидстанции Камчатской области;
В 2007 году одержал победу на выборах в Законодательное Собрание Камчатского края первого созыва. Был избран на должность заместителя председателя, первый заместитель председателя Законодательного Собрания Камчатского края.
В 2011 году подтвердил свои депутатские полномочия на выборах депутатов Законодательного собрания Камчатского края второго созыва. Избран на должность председателя Законодательного собрания Камчатского края.
В 2016 году в третий раз подряд избрался депутатом Законодательного собрания Камчатского края третьего созыва, продлил полномочия в должности председателя Законодательного собрания Камчатского края.
С 2005 года являлся членом политической партии «Единая Россия», избран секретарём регионального отделения Камчатского края.
Умер 5 мая 2021 года после продолжительной болезни.

## Награды и звания
- орден Почёта (2021),
- медаль ордена «За заслуги перед Отечеством» II степени (2015),
- знаком «Отличник санэпидслужбы» (1996),
- знаком «Отличник здравоохранения» (2000),
- почётным званием «Заслуженный врач Российской Федерации» (2006),
- знаком «Отличник охраны природы» (2010),
- почётной грамотой Совета Федерации Федерального Собрания Российской федерации (2010),
- почётной грамотой Государственной Думы Федерального Собрания Российской Федерации (2015),
- почётным знаком «За заслуги в развитии парламентаризма» (2018).